# Хејнвил (Алабама)
Хејнвил (енгл. Hayneville) град је у америчкој савезној држави Алабама. По попису становништва из 2010. у њему је живело 932 становника.

## Демографија
Према попису становништва из 2010. у граду је живело 932 становника, што је 245 (20,8%) становника мање него 2000. године.
| Група             | 2000.         | 2010.       |
| Белци             | 158 (13,4%)   | 140 (15,0%) |
| Афроамериканци    | 1.006 (85,5%) | 788 (84,5%) |
| Азијати           | 2 (0,2%)      | 0 (0,0%)    |
| Хиспаноамериканци | 4 (0,3%)      | 1 (0,1%)    |
| Укупно            | 1.177         | 932         |